# Pseudonapomyza caspica
Pseudonapomyza caspica är en tvåvingeart som beskrevs av Zlobin 2002. Pseudonapomyza caspica ingår i släktet Pseudonapomyza och familjen minerarflugor. Inga underarter finns listade i Catalogue of Life.